# Garçon stupide
Garçon stupide (tj. Hloupý chlapec) je francouzsko-švýcarský hraný film z roku 2004, který režíroval Lionel Baier podle vlastního scénáře. Film popisuje osudy nepříliš vzdělaného mladíka. Snímek byl v ČR uveden v roce 2005 na filmovém festivalu Febiofest pod českým názvem Hloupý chlapec a v roce 2006 na festivalu Mezipatra pod názvem Hloupý kluk.

## Děj
Loïc je 20letý mladík, který bydlí ve městě Bulle a pracuje v továrně na čokoládu. Svůj volný čas tráví na internetu, kde se seznamuje s muži kvůli sexu, za který si nechává občas i platit. V nedalekém Lausanne občas přespává u své kamarádky Marie, která pracuje v muzeu. Loïc se seznámí s Lionellem, který se ho stále ptá na jeho život. Loïc je fascinován portugalským fotbalistou Ruim, který kraje za místní fotbalový klub. Když se Marie seznámí s přítelem, Loïc začne žárlit a pohádá se s ní. Loïc se chce stát fotografem, takže si za naspořené peníze koupí videokameru a odjede z města začít nový život.

## Obsazení
| Pierre Chatagny     | Loïc     |
| Natacha Koutchoumov | Marie    |
| Rui Pedro Alves     | sám sebe |
| Lionel Baier        | Lionel   |